# هویوس دل‌اسپینو
هیس دل اسپینو دهستانی در استان آبیلای اسپانیا است.
در این دهستان ۴۴۶ نفر زندگی می‌کنند. مساحت این دهستان ۵۳٫۲۱ کیلومتر مربع است.